# Червено море
 Тази статия е за морето.  За административната област в Египет вижте Червено море (област).  
Червено море (на старогръцки: Ερυθρὰ Θάλασσα Еритра́ Та́ласса, на арабски: البحر الأحمر Bahr el-Ahmar, на иврит: ים סוף Yam Suf, на английски: Red Sea) е вътрешно море на Индийския океан, разположено между Арабския полуостров на изток и Африка на запад в тектонска падина.

## Географска характеристика

### Граници, големина, географски показатели
На запад Червено море граничи със Североизточна Африка, като мие бреговете на Еритрея, Судан и Египет, а на изток – бреговете на Йемен и Саудитска Арабия, разположени на Арабския полуостров. На североизток малък излаз на брега му имат Йордания и Израел. На юг чрез Баб ел Мандебския проток се свързва с Аденския залив на Арабско море, а на север чрез изкуствено прокопания Суецки канал – със Средиземно море. Дължина от север на юг 1932 km, ширина до 305 km, площ 438 000 km2, обем 251 000 km3.

### Брегове, острови
Бреговете на Червено море са слабо разчленени и тяхното очертание основно е предопределено от бреговете на тектонската падина, образувала се по ясно изразен разлом. Почти по цялото си протежение източните и западните му брегове са паралелни един на друг. В северната му част са разположени дългите и тесни заливи Суецки и Акаба, разделени от Синайския полуостров. Островите в северната му част са малко, но южно от 17° с.ш. те образуват многочислени групи, най-голяма от които е архипелагът Дахлак, на югозапад, част от територията на Еритрея.

### Геоложки строеж, релеф на дъното
От геоложка гледна точка, Червено море се намира в рифовата зона на границата между Африканската и Арабската литосферни плочи. Червено море е младо море. Образуването му е започнало преди около 40 милиона години, когато се образува Източноафриканският разлом. Африканската литосферна плоча се отделя от Арабската и между тях в земната кора се образува котловина, която постепенно се запълва с морска вода. Двете литосферни плочи се движат постоянно със скорост около 10 mm в година, или 1 m за един век. В геотектонско отношение падината на Червено море представлява рифт, генетически свързан със системата от рифтове в Аденския залив и рифтовите долини в Източна Африка. Далеч на север тази система продължава във вид на рифтове в залива Акаба, долината на река Йордан и падината на Мъртво море. На голяма площ под дъното на морето се намира „гранитен“ кристалинен фундамент, препокрит със слой от варовици и евапорити с мощност от 1 до 2 – 4 km, върху които залягат рохкави или слабо консолидирани, предимно карбонатни наслаги. По оста на рифта гранитите отсъстват и тук дъното е изградено от основни скали, а седиментният слой е циментиран с окиси на желязо и цветни метали (Zn, Cu, Pb). Отделящите се от дъното води са с температура до 62 °С и соленост до 280‰, като вероятно изходите на тези горещи и силно наситени със сол води са свързани с дълбочинните разломи.
В релефа на дъното на Червено море се наблюдават крайбрежни плитчини (до 200 m дълбочина), най-широки и обширни в южната му част, с многочислени коралови и основни малки острови и т.н. трогова падина, заемаща голяма част от дъното му, като преобладаващата ѝ дълбочина е до 1000 m и осова, още по-дълбока падина с максимална дълбочина от 3039 m.

### Климат
Климатът на Червено море има мусонен характер, но се отличава с голяма сухота вследствие разположението на морето между пустините на Арабския полуостров и Североизточна Африка. От октомври до април на север от 20° с.ш. господстват северозападните пасати, които южно от 20° с.ш. се сменят с юг-югоизточни ветрове. От май до септември север-северозападните ветрове господстват над цялата акватория на морето. Средната януарска температура на въздуха се колебае от 15,5 °С на север до 27 °С на юг, а средната августовска – от 27 °С на север до 32 °С на юг. Валежите падат главно през зимата и са от 28 mm на север до 217 mm на юг. Често явление над морето са прашните мъгли и миражи.

### Флора и фауна
Растителният свят на морето е сравнително беден, но животинският е доста богат и разнообразен (делфини, дюгони, гигантски морски костенурки, над 400 вида риби).

## Хидроложка характеристика
Повърхностните течения в Червено море имат сезонен характер. В южните му части от ноември до март теченията са в посока север-северозапад покрай бреговете на Арабския полуостров със скорост 2 km/h, а от юни до септември са в посока юг-югоизток. В северните му части, покрай източните му брегове се наблюдава противотечение в север-северозападно направление със скорост около 2 km/h, което компенсира движещите се на юг води. През май, април и октомври се наблюдават преходни течения от зимно към лятно и обратно. Средната температура на водата на повърхността през февруари е от 18 °С на север до 26,5 °С на юг, през август съответно 27 °С и 32 °С. Малкият приток на сладка вода и интензивното изпарение от повърхността му (до 3,5 m слой вода годишно) довеждат до голямо повишаване на солеността му, величината на която в заливите Суецки и Акаба надминава 41,5‰ (най-голяма от всички морета на Земята), в северната му част достига 40,5 – 41,0‰, в южната 38,0 – 39,0‰. Плътността на водата е 1028 на север и 1024 на юг. Приливите са предимно полуденонощни с височина до 1,6 m в Суецкия залив и 0,6 m в откритите части. Минималният приток на речна вода допринася за високата прозрачност на водата му, която достига на места до 50 m. Преобладаващият цвят на водата е сивозелен, но покрай рифовете понякога приема млечен оттенък, вследствие на голямото количество коралов пясък, вдигащ се от вълните в плитките му части.
Дълбочинни води се формират в северната му част в периода на зимното охлаждане на водата, когато се развива интензивна вертикална циркулация с температура до 21,7 °С и соленост 40,5 – 42,3‰. Солените дълбочинни води на Червено море през Баб ел Мандебския проток постъпват в океана и дават началото на формирането на неговите дълбочинни води. Средно оттокът на дълбочинни води от Червено море към Индийския океан съставлява около 300 – 400 хил. m³/s. От Аденския залив в Червено море се движи повърхностно течение със средна скорост от 3,7 – 4,6 km/h, като обемът е около 500 хил. m³/s. Водообменът на Червено море чрез Суецкия канал е незначителен.

## Червено море в древността
Египтяните наричат Червено море по същия начин като Средиземно море – зелено, но по време на епохата на Рамзес III го обозначават с името „море Коди“. Дълго време то си остава загадъчно, защото египтяните пътували рядко по него, за да стигнат до страната Пунт, или само в северната му част, за да отидат до мините на полуостров Синай. Изглежда, че първите походи през Червено море до Пунт са организирани по време на царуването на Сахура, втори фараон от V династия, като въпреки всичко на това море няма пристанища и египтяните използват кораби от Билбос (Кебенит), за да предприемат плаването до Пунт.
Чак през Средното царство, вероятно при един поход на везира Аменемес, при царуването на Ментухотеп, е основано днешното пристанище Кочеир, наричано през тази епоха Туа (или Сау) – бъдещото Левкос Лимен (Бяло пристанище) на гърците. Дотук обикновено се стигало през Коптос, през долината на уади Хамамат, но съществуват и други пътища от брега до долината на река Нил през арабската пустиня.
Червено море е заобиколено от причудливи земи. „Приказка за претърпелия корабокрушение“ описва един дълъг кораб, който тръгва към фараонските мини (най-вероятно мините на Синай), и който е погълнат от една буря, като се спасява единствено разказвачът, който е изхвърлен на остров Ка (т.е. на душата), където царува една огромна добра змия, наричаща себе си и повелителка на Пунт. Царят-змия му предрекъл, че след четири месеца ще дойде египетски кораб, който ще го отведе, което и става, и след два месеца плаване корабокрушенецът се завръща у дома, натоварен с подаръците от домакина си, които не са нищо друго, освен продуктите на Пунт. Преди да го напусне, змията предрича на корабокрушенеца, че никога повече няма да види този остров на Блажените, който ни напомня, че тези земи се наричат „То Нутир“ – Божествена земя, Източната област, която боговете обитавали. То Нутир ще си остане една неясна област, разположена по „двата бряга на голямото зелено“, и която отчасти се отнася до Пунт. Използва се също и множественото число – Божествени земи, и освен Пунт в тях могат да се видят арабските брегове на Червено море.
По време на похода си до Пунт, при царуването на Ментухотеп, Хену докладва, че е донесъл налозите, които е събрал (използваната дума е „идеб“, което означава речни брегове, но също и културни пространства) от То Нутир. Тези култивирани местности са вероятно онези, за които говорят надписите в Деир ел-Бахари под името „Стълба към Тамяна“ („Хетиу Ниу Антиу“ – казва египетският текст; Хетиу – стълба, а „анти“ е тамянът или благовонията). „Стъпалата към благовонията“ са област в „Та Нутир“. В действителност това е „област на насладите“, обяснява надписът, който показва египетски богини, въведени в тази страна, където египтяните товарят корабите си с ароматни дървета и всички превъзходни продукти на тези земи. Изглежда, че „Стъпалата на тамяна“ отговарят на бъдещите пристанища, които гърците ще посещават по време на Птолемеите, и които се простират по сомалийския бряг при днешния изход на Червено море.
От същите надписи се знае и за още една област по крайбрежието на Червено море, която египтяните посещавали – това е страната Илим, която може би съответства на част от Абисиния, и в чиито обитатели Масперо разпознава, не без основание, предтечите на племето гала. През птолемейската епоха надписите споменават също така и То Нутир и Пунт, а от гръцките автори се знае, че по това време Червено море е египетско море, където пристанищата се множат – от Миос Хормос на север до Адулис, като се минело през Береника.

## Стопанско значение

### Транспорт, туризъм
Червено море придобива голямо значение за морските съобщения между страните от Африка, Европа, Азия и Африка след прокопаването на Суецкия канал.
Големи крайморски градове, основни пристанища и морски курорти:
| - Бур Сафага (ميناء سفاجا) Египет - Дахаб (دهب) - Ел Кусейр (القصير) - Марса ел Алам (مرسى علم) - Нувейба (نويبع) - Сома-Бей (سوما باي) - Суец (السويس) | - Таба (طابا) Египет - Халаиб (حلايب) - Хургада (الغردقة) - Шарм еш Шейх (شرم الشيخ) - Аркико (ሕርጊጎ) Еритрея - Асеб (ዓሳብ) - Масауа (ምጽዋ) | - Ейлат (אילת) Израел - Ходейда (الحديدة) Йемен - Акаба (العقبة) Йордания - Джида (جدة) Саудитска Арабия - Раис (город)\|Раис] (الرايس) - Янбу-эль-Бахр (ينبع) - Порт Судан (بورت سودان) Судан - Суакин (سواكن) |

## Галерия
- Тази карта от 1662 г. на латински език на Арабия е копие на по-ранна карта. Планини и оазиси са изобразени. С пунктирани линии са показани държавните граници по онова време. Червено море е означено с три латински имена: Mare Rubrum (Червено море), Mare Meka (Море от Мека) и Sinus Arabicus (залив Арабия).
- Гледка от Синай в Египет към Червено море